# غروتولي
غروتولي (بالإيطالية: Grottole)‏ هي بلدية في مقاطعة ماتيرا في إقليم بازيليكاتا الإيطالي.

## السكان
في سنة 1861 بلغ عدد السكان 2٬590 نسمة، وتطور العدد ليصل في سنة 2011 لـ 2٬371 نسمة.
يظهر هذا المخطط البياني تطور النمو السكاني لـ غروتولي